# Музей-садиба академіка Д. К. Заболотного
Музей-садиба академіка Д.К. Заболотного (меморіальний музей Д. К. Заболотного) розташований за адресою: Вінницька область, Тульчинський район, с. Заболотне, вул. Данила Заболотного, 4.

## Історія створення
| Текст вилучений зі статті через підозру в порушенні авторських прав |
| --- |
| Текст, що раніше перебував на цій сторінці, запідозрено в порушенні авторських прав на текст із таких джерел: https://vinrada.gov.ua/muzej-akademika-dk-zabolotnogo-schoroku-vidvidue-ponad-3-000-osib.htm Дата, коли було знайдено порушення: 12 серпня 2025. Тому, хто повісив цей шаблон: На сторінку обговорення користувача, який розмістив цю статтю, варто додати повідомлення {{subst:nothanks cv\|Музей-садиба академіка Д. К. Заболотного\|url=https://vinrada.gov.ua/muzej-akademika-dk-zabolotnogo-schoroku-vidvidue-ponad-3-000-osib.htm. |
| До уваги користувача, який розмістив цю статтю Не редагуйте статтю зараз, навіть якщо ви збираєтеся її переписати. Дотримуйтесь вказівок нижче. - Якщо власник авторських прав на зазначений вище матеріал дозволяє використовувати його на умовах GNU FDL без незмінюваних секцій та Creative Commons із зазначенням автора / розповсюдження на тих самих умовах, будь ласка, сповістіть про це на сторінці обговорення цієї статті. - Якщо правовласником є ви, додайте на зазначеному вище ресурсі примітку: «Матеріали дозволено використовувати на умовах GNU FDL без незмінюваних секцій та Creative Commons із зазначенням автора / розповсюдження на тих самих умовах». - Якщо дозволу на використання цього матеріалу немає, будь ласка, зробіть одне з двох: 1. Напишіть хоча б гарний накид статті на цій підсторінці. Зверніть увагу: не треба копіювати текст, що порушує авторські права, на зазначену підсторінку й редагувати його. Якщо ви взялися за написання нової статті, не забудьте сповістити про це на сторінці обговорення. 2. Залиште все як є, і тоді статтю буде вилучено. У випадку, якщо новий текст написано не буде, цю статтю буде вилучено через тиждень після появи цього попередження (детальніше див. документацію шаблону). Вихідний текст цієї статті з можливим порушенням копірайту можна знайти в історії змін. Зверніть увагу, що розміщення у Вікіпедії матеріалів, автор яких не надав явного дозволу на їхнє використання відповідно до ліцензії GNU FDL без незмінюваних секцій та Creative Commons із зазначенням автора / розповсюдження на тих самих умовах, може бути порушенням законів про авторське право. Користувачів, які додають до Вікіпедії такі матеріали, може бути тимчасово позбавлено права редагувати статті. Попри все, ми завжди раді вашим оригінальним статтям. Дякуємо. Цю сторінку внесено до категорії Вікіпедія:Можливе порушення авторських прав. |

До 1985 року музей  був підпорядкований Міністерству Культури УРСР, з 1985 – є структурним підрозділом Інституту мікробіології і вірусології НАН України.
У 1987-1989 та 2016 роках у музеї проводились реставраційні та ремонтні роботи[джерело?].
У 1988 році було побудовано додаткове приміщення.

## Експозиція
У хаті повністю збережений інтер’єр, який був за життя Д. Заболотного[джерело?].
В окремій кімнаті розташовані воскові фігури, що зображують вченого та селянина, який звертається по допомогу[джерело?].
У додатково збудованому приміщенні знаходяться експонати, які висвітлюють наукову діяльність Д. Заболотного: географічні карти, документи, у т.ч. оригінали студентських конспектів та перших наукових праць[джерело?].
Поруч із будинком розташований сад із власноруч висадженими Д. Заболотним деревами: тополями, березами, а також уссурійським кленом та карельською березою, які були привезені ним із закордонних експедицій[джерело?].
Працівниками музею проводяться науково-практичні конференції, інші культурно-освітні заходи[джерело?].